# ФК Палилулац Београд — Ветерани
Удружење лиге ветерана Београда основано је 1970. године на иницијативу Стручног савета Фудбалског савеза Београда и Удружења фудбалских тренера Београда, са седиштем у просторијама Фудбалског савеза Београда.
Играло се пролеће/јесен понедељком а на садашњи систем прешло се од сезоне 1999/2000 јесен/пролеће.
Од сезоне 2011/2012 игра се КУП ветерана Београда.
Играчи имају своје легитимације и могу наступати за своје екипе када напуне пуне 34 године. Немају лекарске прегледе већ је ударен печат у легитимацији играча (игра на своју одговорност) где је обавезан да се потпише поред печата.

## Сезона 1981. година
Лига ветерана се састоји од Прве и три групе Друге лиге.
| - Прва лига ветерана 1. БАСК 2. Раднички, Нова Пазова 3. Младост, Омољица 4. Фудбалске судије, Београд 5. Раднички, Ковин 6. Умка 7. ОФК Железничар, Београд 8. Фудбалски тренери, Панчево 9. Борац, Остружница |  | - Група „Дунав” 1. Винча, Винча 2. Братство, Крњача 3. БСК, Баваниште 4. БСК, Борча 5. Блаж, Овча 6. „21. Мај”, Раковица 7. Дунавац, Гроцка 8. Младост, Умчари 9. Синђелић, Београд 10. Палилулац, Крњача |  | - Група „Сава” 1. Хидротехника, Крњача 2. Полет, Београд 3. Рудо 4. ИМТ, Нови Београд 5. Графичар, Београд 6. Гардист 7. Срем, Јаково 8. Будућност, Добановци 9. Бежанија 10. БСК, Батајница |  | - Група „Авала” 1. Пролетер, Београд 2. OФК Жарково 3. Железник 4. Сремчица 5. Вождовац 6. Лештане 7. Милиционар, Макиш 8. Херој, Јајинци 9. Неимар 10. Моштаница |

Ветерани за 1981. годину
Играчки кадар за сезону 1981.
| - Михајло Белчевић Мића силвер - Драгутин Веланац Бата - Раде Вигњевић Цегер - Војин Дворнић Дворна - Јожеф Дели Јошка - Ђукановић Баћко - Димитрије Живковић Кики - Игњатовић - Јован Јефтић Јоле - Калимеро - Слободан Камбан Бобан |  | - Слободан Кисић Киса - Слободан Мартиновић Шуле - Мита Миленковић Чокалија - Миодраг Милодраговић Мића - Борислав Михаиловић Бора - Петар Михајловић Пера - Бата Накић - Никић Бата - Станко Николић Лала - Миливоје Остојић Шари - Михајло Радуле Миша |  | - Станишић Станиша - Стева - Радомир Тукмановић Тукман - Астерије Филактов Грк - Милан Хрецак - Иштван Чонка - Рашид Шемсединовић Рале - Технички штаб - Андреја Пфландер — тренер - Бранислав Радовић - Спасић |

Друга лига ветерана група „Дунав” за 1981. годин
Интерна евиденција утакмица коју је водио Петар Михајловић Пера, секретар фудбалског клуба.

Утакмице ветерана играли су се ПОНЕДЕЉКОМ.
| ПРОЛЕЋНИ ДЕО ПРВЕНСТВА |

| 1. коло, 6. априла 1981. Винча — Палилулац 1:9 (0:3) |     |  |
| Рашид Шемсединовић Рале                              | 7   |  |
| Стева                                                | 6   |  |
| Баћко Ђукановић                                      | 7   |  |
| Петар Михајловић Пера                                | 8   |  |
| Војин Дворнић Дворна                                 | 8   |  |
| Михајло Белчевић Мића силвер                         | 8   |  |
| Јован Јефтић Јоле                                    | 8   |  |
| Сава Мартиновић Шуле                                 | 6,7 |  |
| Димитрије Живковић Кики                              | 9   |  |
| Станишић Станиша                                     | 6   |  |
| Калимеро Астерије Филактов Грк                       | 6,7 |  |
|                                                      |     |  |

| 2. коло, 13. априла 1981. Братство — Палилулац 0:1 (0:1) |       |  |
| Рашид Шемсединовић Рале                                  | 8     |  |
| А. Филактов Грк ЧокалијаСтева                            | 7,6,6 |  |
| Михајло Белчевић Мића силвер                             | 7     |  |
| Петар Михајловић Пера                                    | 8     |  |
| Војин Дворнић Дворна                                     | 8     |  |
| Слободан Мартиновић Шуле                                 | 7     |  |
| Јован Јефтић Јоле                                        | 7     |  |
| Станишић Станиша                                         | 7     |  |
| Раде Вигњевић Цегер                                      | 7     |  |
| Димитрије Живковић Кики                                  | 6     |  |
| С. Кисић Киса КалимероСава                               | 7,6,6 |  |
|                                                          |       |  |

| 3. коло, 20. априла 1981. Палилулац — БСК (Баваниште) 11:3 (5:1) |     |  |
| Рашид Шемсединовић Рале                                          | 8   |  |
| Стева Калимеро                                                   | 7,7 |  |
| Ђукановић Баћко                                                  | 8   |  |
| Петар Михајловић Пера                                            | 7   |  |
| Војин Дворнић Дворна                                             | 6   |  |
| Михајло Белчевић Мића силвер                                     | 7   |  |
| Јован Јефтић Јоле                                                | 8   |  |
| Димитрије Живковић Кики                                          | 8   |  |
| Раде Вигњевић Цегер                                              | 8   |  |
| Слободан Мартиновић ШулеСава                                     | 7,7 |  |
| Слободан Кисић Киса                                              | 8   |  |
|                                                                  |     |  |

| 4. коло, 27. априла 1981. БСК (Борча) — Палилулац 3:0 (0:0) |     |  |
| Рашид Шемсединовић Рале                                     | 7   |  |
| Стева                                                       | 7   |  |
| Ђукановић Баћко                                             | 7   |  |
| Петар Михајловић Пера Станишић                              | 7,7 |  |
| Борислав Михаиловић Бора                                    | 7   |  |
| Михајло Белчевић Мића силвер                                | 7   |  |
| Астерије Филактов Грк Сава                                  | 7,6 |  |
| Димитрије Живковић Кики                                     | 7   |  |
| Раде Вигњевић Цегер                                         | 6   |  |
| Слободан Мартиновић Шуле                                    | 6   |  |
| Јован Јефтић Јоле                                           | 6   |  |
|                                                             |     |  |

| 5. коло, 11. маја 1981. Палилулац — Блаж (Овча) 1:1 (0:0) |     |  |
| Рашид Шемсединовић Рале                                   | 8   |  |
| Станишић Станиша                                          | 9   |  |
| Калимеро Накић Бата                                       | 6,7 |  |
| Петар Михајловић Пера                                     | 7   |  |
| Борислав Михаиловић Бора АГ’                              | 8   |  |
| Михајло Белчевић Мића силвер                              | 7   |  |
| Астерије Филактов Грк                                     | 7   |  |
| Димитрије Живковић Кики                                   | 6   |  |
| Раде Вигњевић Цегер                                       | 6   |  |
| Слободан Мартиновић Шуле                                  | 7   |  |
| Јоле Јефтић Слободан Кисић Киса                           | 6,7 |  |
|                                                           |     |  |

| 6. коло, 18. маја 1981. Палилулац — „21. Мај” 8:1 (5:0) |     |  |
| Рашид Шемсединовић Рале                                 | 8   |  |
| Станишић Станиша                                        | 7   |  |
| Михајло Белчевић ( Калимеро)                            | 7,7 |  |
| Петар Михајловић Пера                                   | 7   |  |
| Војин Дворнић Дворна                                    | 7   |  |
| Борислав Михаиловић Накић Бата                          | 7,7 |  |
| Јоле Јефтић Астерије Филактов Грк                       | 7,7 |  |
| Димитрије Живковић Кики                                 | 9   |  |
| Миодраг Милодраговић Мића                               | 9   |  |
| С. Мартиновић Шуле Р. Вигњевић Цегер                    | 7,6 |  |
| Слободан Кисић Киса                                     | 7   |  |
|                                                         |     |  |

| 7. коло, 25. маја 1981. Дунавац (Гроцка) — Палилулац 1:1 (0:1) |     |  |
| Рашид Шемсединовић Рале                                        | 8   |  |
| Станишић Станиша                                               | 7   |  |
| Накић Бата                                                     | 7   |  |
| Петар Михајловић Пера                                          | 7   |  |
| Војин Дворнић Дворна                                           | 8   |  |
| Борислав Михаиловић Бора                                       | 7   |  |
| Јоле Јефтић Калимеро                                           | 7,7 |  |
| Димитрије Живковић Кики                                        | 6   |  |
| Миодраг Милодраговић Мића                                      | 9   |  |
| С. Николић Лала Мартиновић Шуле                                | 7,6 |  |
| Слободан Кисић Киса                                            | 7   |  |
|                                                                |     |  |

| 8. коло, 1. јуна 1981. Палилулац (Кр) — Младост (Умчари) 14:0 (6:0) |     |  |
| Рашид Шемсединовић Рале                                             | 7   |  |
| Накић Бата                                                          | 8   |  |
| Михајло Белчевић Ђукановић Баћко                                    | 7,6 |  |
| Петар Михајловић Пера                                               | 8   |  |
| Војин Дворнић Дворна                                                | 7   |  |
| Борислав Михаиловић Бора                                            | 8   |  |
| С. Мартиновић Шуле Јоле Јефтић                                      | 7,8 |  |
| Димитрије Живковић Кики                                             | 8   |  |
| Миодраг Милорадовић Мића                                            | 9   |  |
| Станко Николић Лала                                                 | 8   |  |
| Слободан Кисић Киса                                                 | 8   |  |
|                                                                     |     |  |

| 9. коло, 8. јуна 1981. Синђелић (Београд) — Палилулац 1:4 (0:2) |     |  |
| Рашид Шемсединовић Рале                                         | 8   |  |
| Накић Бата                                                      | 8   |  |
| Михајло Белчевић Б. Михаиловић                                  | 8,8 |  |
| Петар Михајловић Пера                                           | 8   |  |
| Војин Дворнић Дворна                                            | 8   |  |
| Јован Јефтић Јоле                                               | 8   |  |
| Станишић Станиша                                                | 8   |  |
| Димитрије Живковић Кики                                         | 8   |  |
| Станко Николић Лала                                             | 9   |  |
| Миодраг Милодраговић Мића                                       | 9   |  |
| Астерије Филактов Грк С. Кисић Киса                             | 8,8 |  |
|                                                                 |     |  |